# Fimbristylis vahlii
Fimbristylis vahlii är en halvgräsart som först beskrevs av Jean-Baptiste de Lamarck, och fick sitt nu gällande namn av Heinrich Friedrich Link. Fimbristylis vahlii ingår i släktet Fimbristylis och familjen halvgräs. Inga underarter finns listade i Catalogue of Life.